# Khu phố Moore

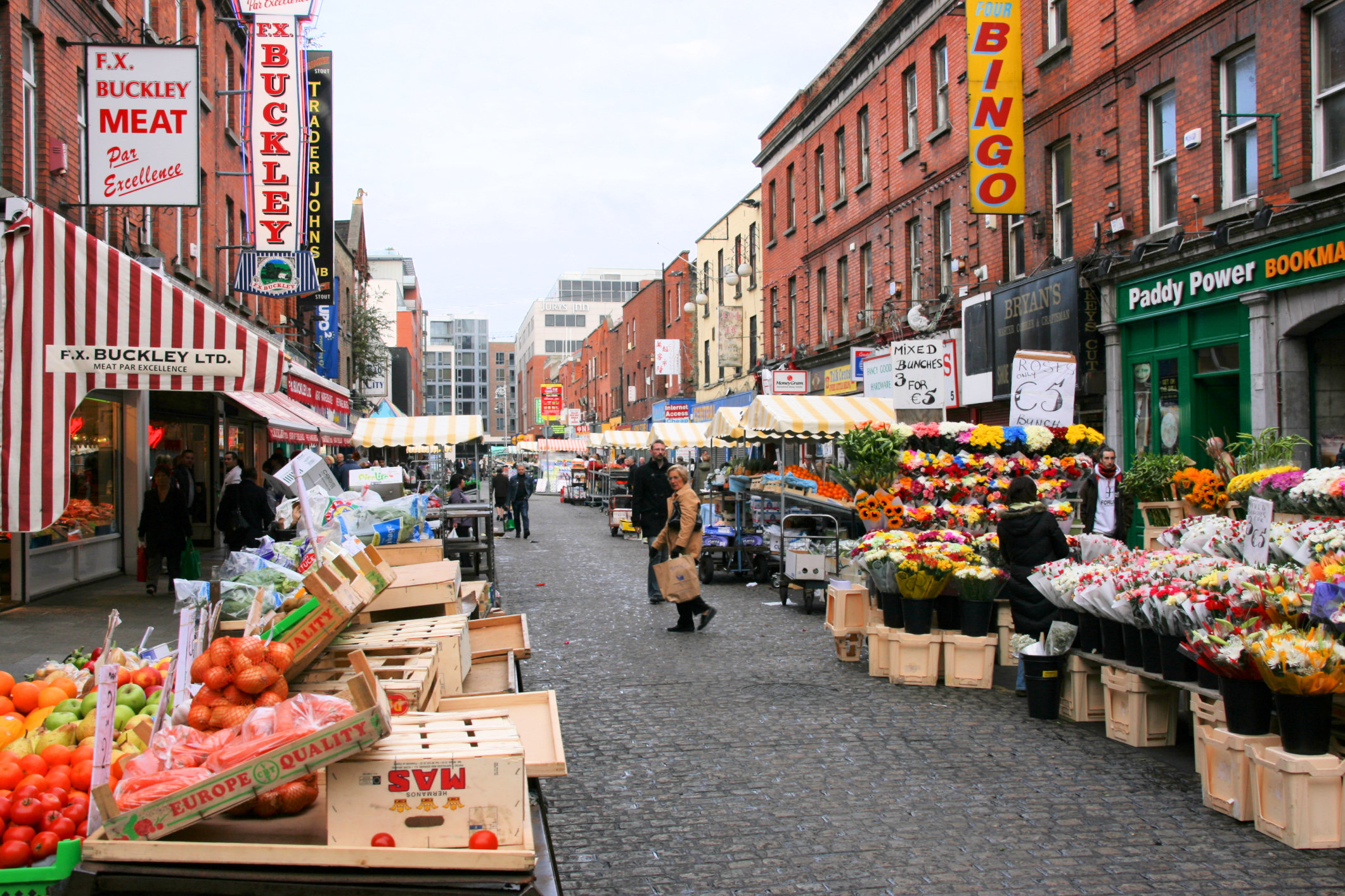
Một chợ phố

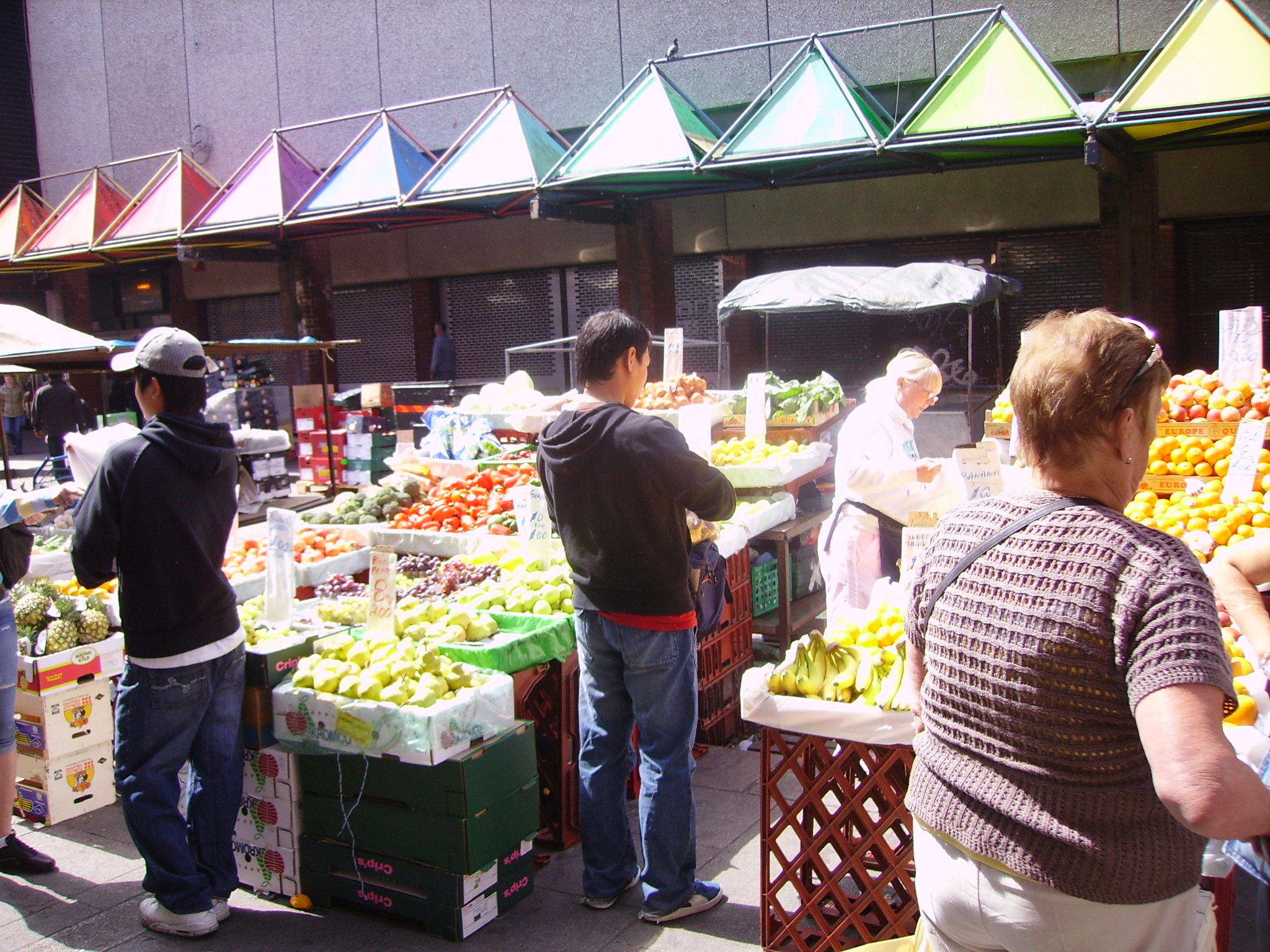
Các gian hàng trái cây ở phố

Đường phố Moore (tiếng Ailen: Sráid Uí Mhórdha) là một đường phố nằm ở trung tâm thủ đô Dublin thuộc Ireland, đây một trong những khu phố mua sắm chính của Ireland. Đường phố Moore nổi tiếng với các mặt hàng trái cây và các chợ rau quả và là chợ thực phẩm lâu đời nhất của Dublin. Nhiều khu khách đến Dublin có thiệm cảm dành cho đường phố Moore và đặc biệt là các nhà cung cấp hàng hóa của ở đây. Khu chợ này được coi là một bước ngoặt nổi tiếng của thành phố. Những người làm việc các quầy hàng thường để lại tiếng tốt là dí dỏm và thân thiện, họ và các quầy hàng thực phẩm của họ là những tổ chức ở Dublin và có ảnh hưởng đến thành phố Dublin. Khu phố này cũng là nhân chứng cho sự kiện lịch sử là các tình nguyện viên Ailen được chỉ huy bởi Patrick Pearse đã đầu hàng quân đội Anh vào ngày 30 tháng 4 năm 1916, trong Chiến tranh Ai-len độc lập từ một sân thượng của một ngôi nhà trên đường này.